# Kevin Kerr (Fußballspieler)
Kevin Kerr (* 12. Januar 1989 in Münster) ist ein ehemaliger schottischer Fußballspieler. Er spielte im Mittelfeld.

## Leben
Kerr ist der Sohn eines in Deutschland stationierten schottischen Soldaten im Dienst der britischen Streitkräfte und einer englischen Mutter. Er wuchs zum größten Teil in Bielefeld auf, wo er auch seine Laufbahn als Fußballer begann.

## Verein
Kerr hatte beim Bielefelder Amateurverein VfL Theesen gespielt, bevor er im Sommer 2003 in die Nachwuchsabteilung des Bundesligisten Arminia Bielefeld wechselte. Zum 7. Januar 2009 erhielt er einen Profivertrag bei Arminia Bielefeld. Für den bis 2011 datierten Vertrag empfahl er sich durch Einsätze in der 2. Mannschaft der Arminia, die zu diesem Zeitpunkt in der NRW-Liga spielte. Sein Zweitligadebüt gab Kerr am 20. März 2010 während des Ostwestfalen-Derbys gegen den SC Paderborn. In der 66. Spielminute wurde er von dem damaligen Interimstrainer Detlev Dammeier für Zlatko Janjic eingewechselt. Nach dem Abstieg der Arminia aus der zweiten Bundesliga nach der Saison 2010/11 erhielt er keinen neuen Vertrag und war daraufhin ein halbes Jahr vereinslos.
Im Januar 2012 wechselte er in die zweite niederländische Fußballliga zu AGOVV Apeldoorn. Am 7. Mai 2012 unterschrieb Kerr beim SC Wiedenbrück 2000 einen Vertrag, der am 15. Dezember 2012 aufgelöst wurde. Seit April 2013 spielte er in den USA beim Drittligisten Pittsburgh Riverhounds. Im Jahr 2019 beendete er seine Karriere.

## Nationalmannschaft
Kerr bestritt im Jahr 2010 zwei Spiele für die schottische U-21-Nationalmannschaft ohne Torerfolg.

## Trivia
Mit 80 Einsätzen, im Zeitraum von 2004 bis 2008, ist Kevin Kerr Rekordspieler der deutschen A-Junioren-Bundesliga.